# Викторовка (Воронежская область)
Викторовка — село в Кантемировском районе Воронежской области России.
Входит в состав Осиковского сельского поселения. Расположено в 3 км от его центра - села Осиковки.

## История
Викторовка была основана в середине XIX века. В этих краях жил пан, фамилии которого уже никто не помнит, и двум своим сыновьям – Виктору и Андрею – он подарил по хутору. Так образовались Викторовка и Андрюшевка, сейчас это сёла.
В 1860 году в Викторовке было 13 дворов и около 80 жителей.
Во времена СССР здесь насчитывалось 25–30 дворов. В этих местах существовал колхоз имени Сталина, позже переименованный в «Путь к коммунизму». У Викторовки и Андрюшевки были общие школа, магазин, клуб, медпункт.

## Современность
Село находится по обе стороны от асфальтной дороги, ведущей от Кантемировки на восток района.
В 2009 году в Викторовку провели газ.
По данным Всероссийской переписи населения, в 2010 году в Викторовке проживало 26 человек.
Неподалёку от села расположен песчаный карьер.
Ныне в селе 1 улица, по состоянию на 2020 год – 4 двора и 7 постоянных жителей.

## География

### Улицы
- ул. Народная.